# Teatro Asiático-Pacífico

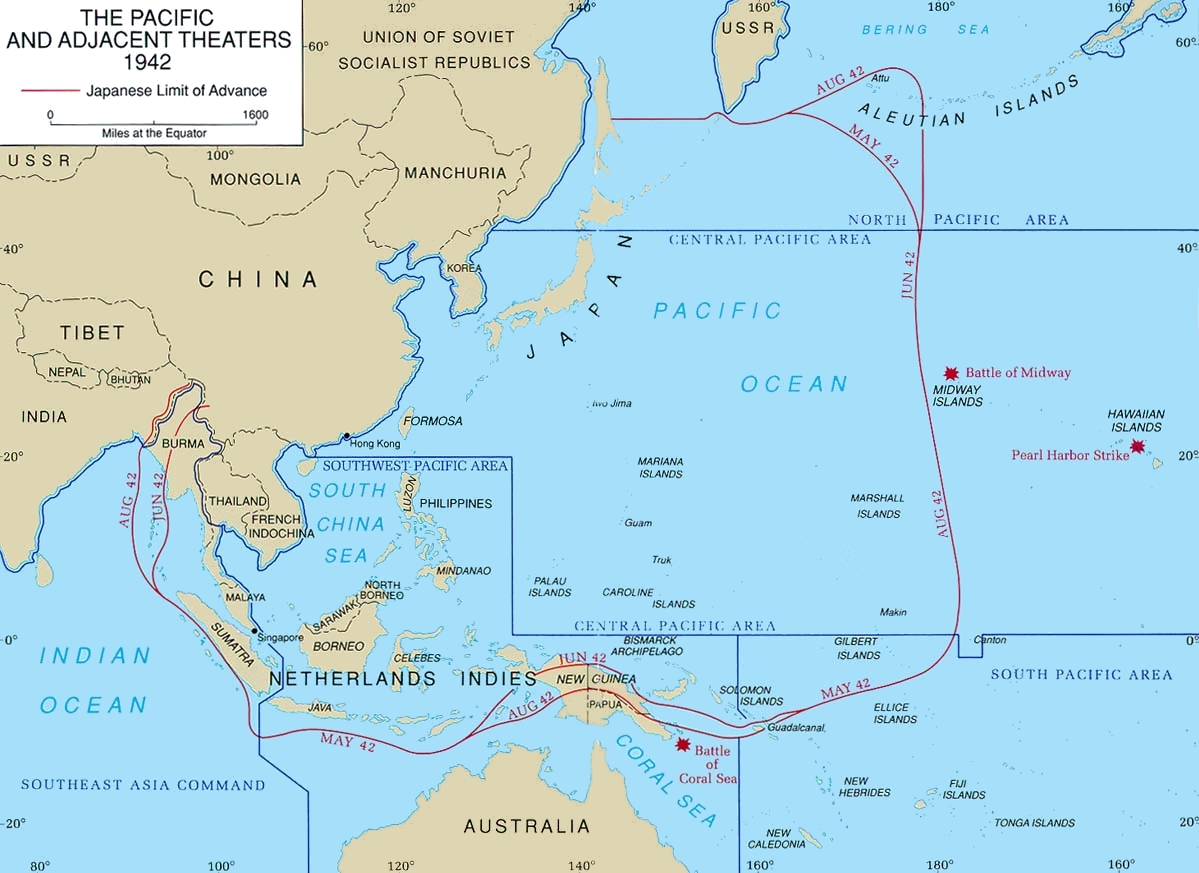
Un mapa del Teatro Asiático-Pacífico que muestra sus áreas componentes. El China Burma India Theatre cayó bajo el mando británico Comando del Sudeste Asiático.

El Teatro Asiático-Pacífico, fue el teatro de operaciones de las fuerzas estadounidenses durante la Segunda Guerra Mundial en la Guerra del Pacífico durante 1941-1945. Desde mediados de 1942 hasta el final de la guerra en 1945, hubo dos comandos operativos estadounidenses en el Pacífico. Las áreas del océano Pacífico (POA), divididas en el área del Pacífico central, el área del Pacífico norte y el área del Pacífico sur,: 652–653  fueron comandadas por el almirante Chester W. Nimitz, comandante en jefe de las áreas del océano Pacífico. El Área del Pacífico Sudoccidental (SWPA) fue comandada por el General Douglas MacArthur, Comandante Supremo Aliado del Área del Pacífico Sudoccidental. Durante 1945, los Estados Unidos agregaron las Fuerzas Aéreas Estratégicas de los Estados Unidos en el Pacífico, comandado por el General Carl A. Spaatz.
Debido a los roles complementarios del Ejército de los Estados Unidos y la Armada de los Estados Unidos en la conducción de la guerra en el Teatro del Pacífico, no hubo un solo Comandante aliado o estadounidense (comparable al General Dwight D. Eisenhower en el Teatro de Operaciones Europeo). No había comando real; más bien, el Teatro Asiático-Pacífico se dividió en SWPA, POA y otras fuerzas y teatros, como el Teatro China Birmania India.